# Ivo Lech
Ivo da Silva Lech (Canoas, 19 de maio de 1948 — Canoas, 12 de outubro de 2023) foi um advogado, vendedor, e político brasileiro. Foi vereador de Canoas, deputado federal constituinte, secretário da agricultura em Santa Catarina e fundador da ACADEF.
Filho de Miguel Lech e Loreni da Silva Lech, formou-se em Direito em 1994 pela Universidade Unisinos, em São Leopoldo.
Em 1983, exerceu o mandato de vereador de Canoas pelo Partido do Movimento Democrático Brasileiro (PMDB). Em 1987, ocupou o cargo de deputado federal constituinte e foi presidente da Subcomissão de Minorias, assegurando os direitos aos índios, negros, pessoas com deficiência e LGBTs. Licenciou-se de seu mandato por trinta dias em 1989 para exercer o cargo de Secretário da Agricultura, do Abastecimento e da Irrigação do estado de Santa Catarina.
Em 2012, foi eleito novamente vereador de Canoas pelo PMDB e, em 2016, foi autor do Projeto de Lei 31/2016, que assegura o direito às mulheres de amamentar em público.
Também exerceu o cargo de Secretário Municipal de Desenvolvimento Econômico, foi fundador da Associação Canoense de Deficientes Físicos (ACADEF), idealizador da Fundação Cultural de Canoas e o primeiro controlador da Controladoria-Geral do Município.
Faleceu no dia 12 de outubro de 2023, aos 75 anos, em decorrência de uma infecção 

## Atividades Parlamentares

### Câmara dos Deputados - Legislaturas anteriores à 54ª
- Vice-Presidente da Comissão da Saúde, Previdência e Assistencia Social (1989);[2]

### Assembleia Nacional Constituinte
- Presidente da Subcomissão dos Negros, Populações Indígenas, Pessoas Deficientes e Minorias (1987); [2]
- Presidente da Comissão da Ordem Social (1987); [2]
- Suplente da Subcomissão da Educação, Cultura e Esportes (1987); [2]
- Suplente da Comissão da Família, da Educação, Cultura e Esportes, da Ciência e Tecnologia e da Comunicação (1987);[2]